# Claydon Hamilton Automotive Design
Claydon Hamilton Automotive Design war ein britischer Hersteller von Automobilen.

## Unternehmensgeschichte
Das Unternehmen aus Maldon in der Grafschaft Essex begann 1995 mit der Produktion von Automobilen und Kits. Designer war Tony Claydon. Der Markenname lautete CHAD. 1998 endete die Produktion. Insgesamt entstanden etwa drei Exemplare.

## Fahrzeuge
Das einzige Modell war der Supersport 4. Die Basis bildete ein Stahlrohrrahmen. Die Karosserie bestand aus Fiberglas. Das Coupé bot Platz für vier Personen. Viele Teile kamen vom Ford Sierra, der V8-Motor von Rover.
Nachfolger wurde der Cerity R von CH Automotive.